# Sparda-Bank-Hessen-Stadion
El Sparda-Bank-Hessen-Stadion (desde abril de 2020 hasta nuevo aviso Come-Healthy-Re-Stadium) es un estadio de fútbol en Hessische, Großstadt, Offenbach del Meno. Después de la demolición del Stadion am Bieberer Berg, fue reconstruido en el mismo lugar. El club de fútbol Kickers Offenbach está jugando sus partidos en casa aquí.

## Ubicación
El estadio está ubicado en una colina conocida como Bieberer Berg cerca del distrito de Offenbach Bieber en Bieberer Straße. La dirección oficial del estadio es Waldemar Klein - 1er lugar.

## Historia
Dado que el estadio en Bieberer Berg ya no cumplía con los requisitos de un estadio de fútbol moderno, inicialmente hubo planes para una conversión del estadio, más tarde para un nuevo edificio que podría acomodar a casi 30 000 espectadores. Sin embargo, ambos proyectos no pudieron implementarse debido a la falta de inversores. Dado que un nuevo estadio era absolutamente necesario para la OFC desde un punto de vista económico, el magistrado de Offenbach finalmente decidió el 18 de junio de 2009 en una decisión fundamental construir un nuevo edificio por valor de 25 millones de euros. El cliente es la recién fundada empresa de estadios Bieberer Berg (SBB) como subsidiaria de Stadtwerke Offenbach Holding (SOH). El estadio está arrendado a la OFC, que ha subcontratado su departamento profesional a una corporación. El estadio se abrió el 29 de junio de 2012 y se inauguró con un amistoso contra Bayer 04 Leverkusen (0-3) el 18 de julio de 2012.

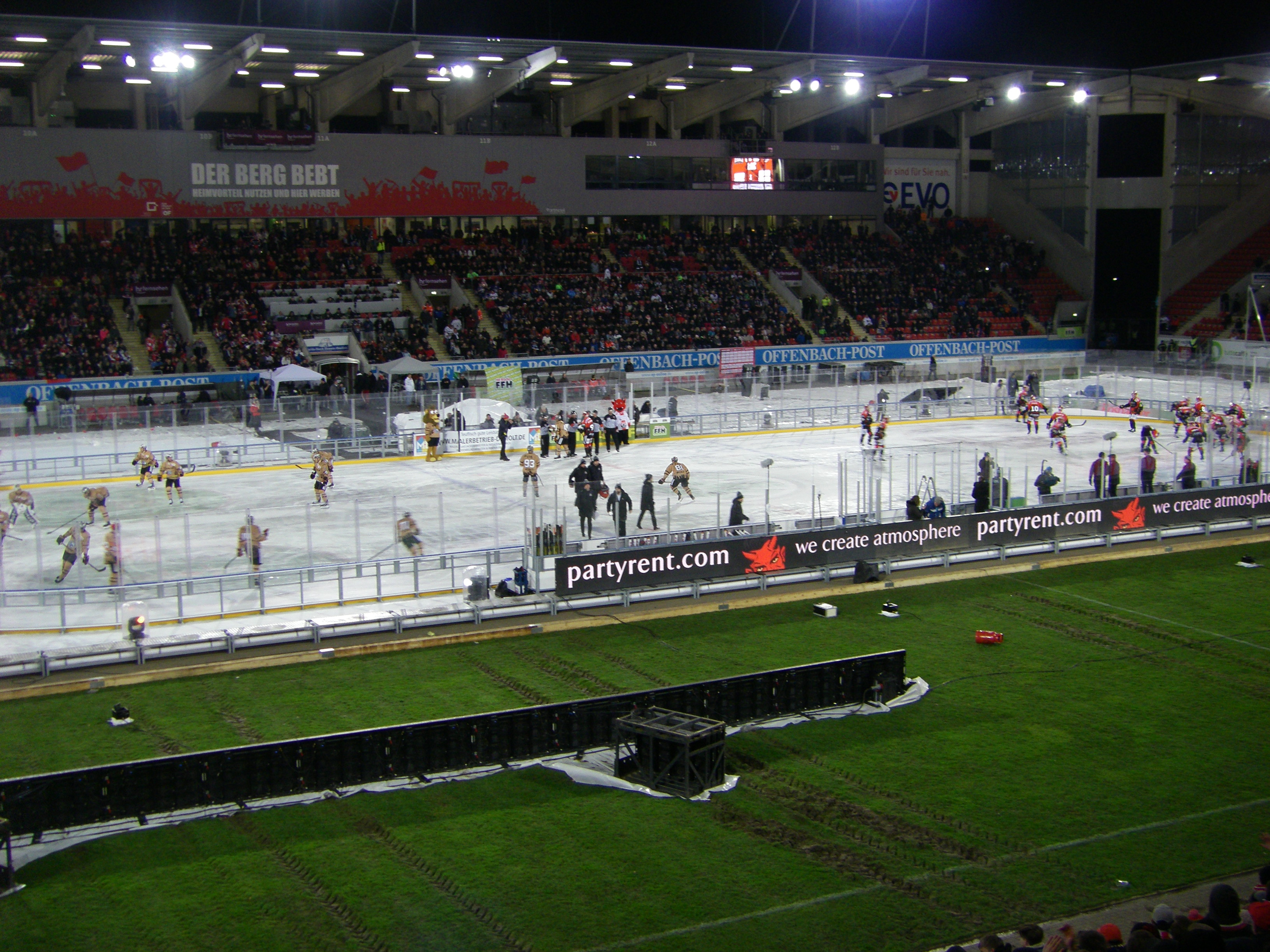
El 14 de diciembre de 2019, el estadio fue sede del "DEL2 Winter Derby" entre EC Bad Nauheim y Löwen Frankfurt.

El Winter Derby de la liga de Ice Hockey DEL2 tuvo lugar el 14 de diciembre de 2019. Durante el juego al aire libre, el EC Bad Nauheim y el Löwen Frankfurt se enfrentaron. Después del juego, la pista de hielo de 1800 m² permaneció en el estadio hasta fin de mes y se usó para patinaje sobre hielo público y discotecas de hielo.

## Arquitectura
El estadio de un nivel con cuatro gradas individuales fue construido por Bremer AG de Paderborn. La demolición del antiguo estadio comenzó en febrero de 2011 y se completó en el verano de 2012. Además de las oficinas de SBB y la sucursal de Kickers, el estadio también alberga una tienda de aficionados, una sucursal de Sparda-Bank Hessen y otras tiendas.
Una característica especial es la parte trasera de los arcos del estadio, a diferencia de otros estadios, aquí no hay asientos, pero hay espacio para los fanáticos de los Kickers. Este ya era el caso en el estadio de Bieberer Berg y se mantuvo a pedido expreso de los fanáticos.

## Capacidad
El estadio tiene una capacidad de aproximadamente 20 500 asientos (10 300 asientos y 10 200 lugares parados).
Si es necesario, la capacidad se puede aumentar en otros 2000 lugares de pie en la parte posterior de la tribuna. El estadio tiene diez palcos con un total de 120 asientos, 800 asientos de negocios y 40 espacios para sillas de ruedas. Hay aproximadamente 3000 lugares disponibles para los fanáticos de los visitantes (asientos y lugares de pie).
- Tribuna este: aproximadamente 3950 asientos.
- Stand oeste: aproximadamente 3050 asientos y 1800 espacio de pie.
- Tribuna principal: aproximadamente 3300 asientos, incluidos 800 asientos de negocios y 120 asientos de palco.
- Generales: 8400 lugares parados.

## Nombre
Desde diciembre de 2009, Sparda-Bank Hessen ha sido el nombre del patrocinador del estadio. El Genossenschaftsbank está pagando un total de cinco millones de euros por esto. El contrato fue válido desde 2010 y tiene una duración de diez años.